# Wielkopolski Klub Lotników
Wielkopolski Klub Lotników − klub sympatyków lotnictwa, utworzony pod koniec 1929 roku w wyniku reorganizacji Związku Lotników Polskich. 

## Historia
Skupiał byłych lotników wojskowych. W roku 1930 Klub posiadał jeden samolot, jednak brak środków finansowych na jego eksploatację uniemożliwiał działalność lotniczą. Na początku 1931 roku Wielkopolski Klub Lotników zaprzestał działalności, a jego członkowie wraz z członkami Poznańskiego Aeroklubu Akademickiego utworzyli w Poznaniu jedną organizację sportu lotniczego pod nazwą Aeroklub Poznański.